# Hans Roser
Hans Roser (* 7. März 1931 in Claffheim; † 15. Juni 2005 in Roth) war ein deutscher Theologe und Politiker (CSU).

## Leben
Nach dem Besuch der Volksschule in Brodswinden und dem Abitur 1951 an der Oberrealschule Ansbach nahm Roser ein Studium der Evangelischen Theologie und Philosophie an der Augustana-Hochschule Neuendettelsau auf. Er setzte seine Studien in Erlangen fort, wo er 1953 in die musische Studentenverbindung AMV Fridericiana Erlangen im SV eintrat. Danach studierte Roser in Bonn und Heidelberg, wo er 1958 das theologische Staatsexamen ablegte. 1953/54 war er Werkstudent als Chaplain’s Assistant bei der United States Army.
Roser trat 1958 in den kirchlichen Dienst ein. Er absolvierte von 1959 bis 1961 das Vikariat in Haßfurt und Zeil am Main, war von 1961 bis 1963 als evangelischer Pfarrer in Zeil am Main tätig und wirkte dann bis 1969 als Landjugendpfarrer in Pappenheim. In dieser Zeit wurde sein Sohn Traugott Roser geboren. Hans Roser beendete seine Abgeordnetentätigkeit (siehe unten) 1976 nach einem Herzinfarkt. Von 1979 bis 1987 arbeitete er als Pfarrer in Roth. Daneben verdingte er sich als Mitarbeiter beim Bayerischen und Westdeutschen Rundfunk. Außerdem widmete er sich einer Tätigkeit als Schriftsteller.
Roser war Vater von vier Kindern.

## Partei
Roser trat 1949 in die CSU ein und wurde später zum stellvertretenden Vorsitzenden des CSU-Bezirksverbandes Mittelfranken gewählt. Außerdem war er Mitbegründer des Evangelischen Arbeitskreises der CDU/CSU und seit 1969 dessen Landesvorsitzender in Bayern.

## Abgeordneter
Roser gehörte dem Deutschen Bundestag von 1969 bis 1976 an. Er zog stets über die Landesliste Bayern ins Parlament ein.
Er saß im Ausschuss für Wirtschaftliche Zusammenarbeit (Entwicklungshilfe), im Zweiten Strafrechtssonderausschuss und im Ausschuss für Wissenschaft und Bildung. Außerdem war Roser Mitglied des Europarates Straßburg und Vorsitzender des Diskussionskreises Jugend der CSU-Landesgruppe.

## Ehrungen
- Bürgermedaille der Stadt Roth, 1988
- Bundesverdienstkreuz I. Klasse, 1994
- Ehrendoktorwürde des Bethany College, Lindsborg, 1999
- Ehrendoktorwürde der Protestantischen Universität Klausenburg

## Veröffentlichungen
- Kleines Dorf am Rande des Weltgeschehens 1278–1978. 700 Jahre Eckenhaid. Erweiterter Vortrag. Brunner-Verlag, Altdorf 1978.
- Politische Gebete. Ein evangelischer Beitrag. Claudius-Verlag, 2., ergänzte Auflage, München 1978, ISBN 3-532-61618-1.
- Bewußter leben nach einem Herzinfarkt. Erfahrungen und Betrachtungen. Mit einem Geleitwort von Johannes Hanselmann.  München, Claudius-Verlag, 1979, ISBN 3-532-61607-6
- Franken und Luther – Studien aus dem Lutherjahr. Rothenburg o. d. T., Verlag J. P. Peter Gebr. Holstein, 1984, ISBN 978-3-532-62198-1